# Georg Kraft (Prähistoriker)
Georg Kraft (* 11. März 1894 in Bad Neuenahr; † 27. November 1944 in Freiburg im Breisgau) war ein deutscher Prähistoriker.
Nach dem Studium in Tübingen und Promotion in Freiburg 1922 kam Georg Kraft 1926 unter Wilhelm Deecke 1926 als Assistent an die Geologischen Sammlungen der Universität Freiburg. Dort habilitierte sich Kraft 1926 in Urgeschichte, so dass er ab 1927 Leiter des Museums für Urgeschichte wurde. An der Universität Freiburg lehrte er auch als  Privatdozent. Ab 1930 war er archäologischer Denkmalpfleger für Oberbaden. Er war sehr aktiv und kümmerte sich intensiv auch um unscheinbare Fundstücke, beispielsweise die 1933 in Wutöschingen gefundene römische Bronzetafel. Er verstarb bei dem Luftangriff auf Freiburg am 27. November 1944.

## Schriften (Auswahl)
- Die Kultur der Bronzezeit in Süddeutschland. Auf Grund der Funde in Württemberg untersucht. Augsburg, Verlag Benno Filser, 1926
- Der Urmensch als Schöpfer. Die geistige Welt des Eiszeitmenschen. Berlin, Verlag Emil Ebering, 1941